# Ray of Light
Ray of Light är det sjunde studioalbumet av den amerikanska popartisten Madonna, utgivet den 3 mars 1998 på Maverick Records. Albumet spelades in efter att Madonna hade fött dottern Lourdes (som besjungs i låten "Little Star"), under produktion av Babyface, Patrick Leonard och engelsmannen William Orbit. Efter misslyckade inspelningar med Babyface och Leonard fortsatte Madonna med Orbit, som tog hennes sound i en ny riktning. Inspelningen höll på i fyra månader och kantades av tekniska problem med Pro Tools som Orbit förde sina arrangemang genom. Detta samt frånvaron av livemusiker förlängde processen.
Musikaliskt sett är albumet en pop- och danceskiva men präglas av ett elektroniskt sound som skiljer det från tidigare material. Spår av flera olika musikgenrer återfinns, bland annat techno, triphop, drum and bass, ambient, rock och klassisk musik. På albumet sjunger Madonna i ett större omfång och med en fylligare ton. Albumet har även vissa orientaliska drag, som ett resultat av hennes konversion till kabbala, hennes studier i hinduism och buddhism, såväl som hennes dagliga yogaträning; låtar som "Sky Fits Heaven" och "Shanti/Ashtangi" är exempel från dessa aktiviteter.
Turnén som marknadsförde albumet hette Drowned World Tour och pågick mellan 9 juni och 15 september 2001, sammanlagt 47 shower.

## Bakgrund

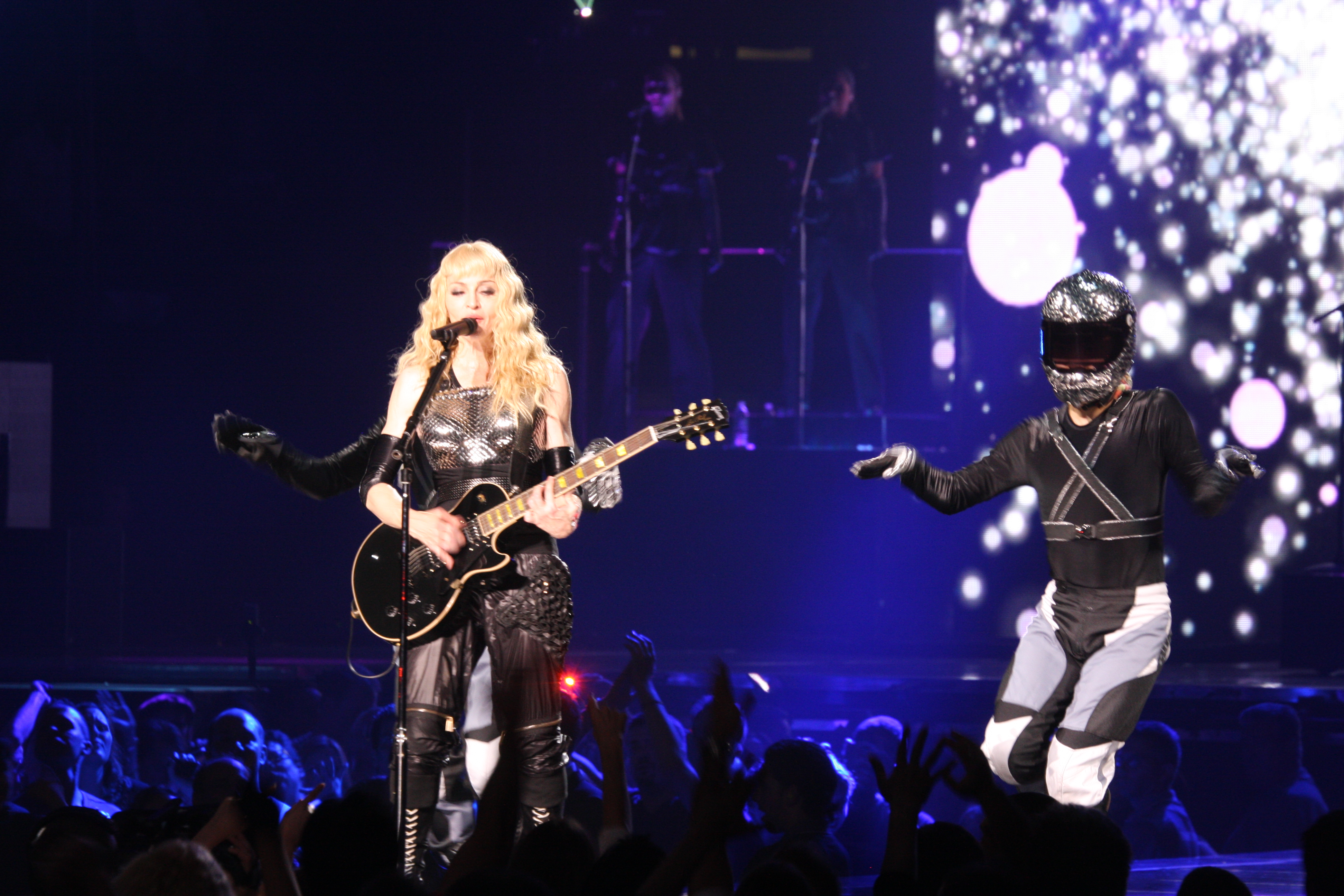
Madonna framför låten "Ray of Light" under turnén Sticky & Sweet Tour (2008-09)

Efter utgivningen av samlingsalbumet Something to Remember (1995) började Madonna ta sånglektioner i förberedelse för sin roll i filmen Evita (1996). Samma år fick hon dottern Lourdes. Dessa incidenter ledde till en period av introspektion. "Det var en stor katalys för mig. Det fick mig att söka efter svar på frågor jag aldrig hade till mig själv tidigare." berättade hon i en intervju med tidningen Q 2002. Under samma period anslöt hon sig till kabbala och började studera hinduism och yoga, vilket hjälpte henne att "kliva ut ur [mig själv] och se världen från ett annorlunda perspektiv". En annan påverkande faktor för albumet var sånglektionerna Madonna tog inför Evita. Madonna kände att det fanns en "hel bit" av hennes röst som hon tidigare aldrig hade använt och bestämde sig för att göra det på detta album. Vid maj 1997 hade Madonna börjat skriva låtar för Ray of Light. Till en början fortsatte hon samarbetet med Babyface, som hade varit delaktig i hennes förra album Bedtime Stories. De två skrev ett par låtar tillsammans innan Madonna beslöt sig för att samarbetet inte gick i den musikala riktning som hon ville för albumet. Enligt Babyface hade låtarna "ett 'Take a Bow-aktigt' stuk, och Madonna ville och behövde inte upprepa sig själv".
Låtarna som skrevs med Babyface övergavs och Madonna vände sig istället till musikern Rick Nowels, som nyligen hade skrivit låtar med Stevie Nicks och Celine Dion. Det nya samarbetet resulterade i sju låtar på nio dagar, men även dessa låtar misslyckades att visa på albumets framtida elektroniska riktning. Tre av låtarna: "The Power of Good-Bye", "To Have and Not to Hold" och "Little Star", kom med på albumet. Madonna började därefter att skriva tillsammans med Patrick Leonard, som hade producerat många låtar för Madonna under den senare delen av 1980-talet. Till skillnad från hennes tidigare album åtföljdes Leonards låtskrivande av väldigt lite studioinput. Madonna menade att Leonards produktion "skulle ha gett låtarna mer av en Peter Gabriel-vibb", ett sound som hon inte önskade på albumet. Guy Oseary på Maverick Records ringde sedan upp den engelske producenten William Orbit och föreslog att han skulle skicka några låtar till Madonna. Orbit skickade henne ett Digital Audio Tape-band på 13 låtar. "Jag var ett stort fan av Williams tidigare skivor, Strange Cargo 1 och 2 och allt det där. Jag har också älskat alla remixer han gjort för mig och jag var intresserad av att blanda in ett slags futuristiskt sound men också att använda mycket indiska och marockanska influenser och sådana saker, och jag ville att det skulle låta gammalt och nytt på samma gång.", sa Madonna.

## Inspelning
Albumet spelades in över fyra och en halv månader i Los Angeles 1997, det längsta Madonna någonsin hade arbetat på ett album. Under största delen av inspelningsprocessen var endast tre personer närvarande i studion med Madonna: William Orbit, teknikern Pat McCarthy och hans assisterande tekniker Matt Silva. När inspelningen hade påbörjats i Los Angeles uppstod tekniska problem då Orbit föredrog att arbeta med samplingar, synthljud och Pro Tools, och inte med livemusiker. Datorerna som användes kom att krascha, och inspelningen fick dröja fram till att de kunde lagas. Orbit spelade in merparten av albumets instrumentation över de fyra månaderna. Han minns att han spelade gitarr så att fingrarna blödde under de långa arbetspassen i studion.

## Mottagande
Vid utgivningen hyllades Ray of Light av flera musikkritiker. Stephen Thomas Erlewine från Allmusic kallade albumet Madonnas "mest äventyrliga skiva" och hennes "mognaste och mest behärskade album". I sin recension gav han albumet fyra av fem stjärnor.

## Låtlista
| Nr  | Titel                             | Kompositör                                                    | Producent(er)                   | Längd |
| --- | --------------------------------- | ------------------------------------------------------------- | ------------------------------- | ----- |
| 1.  | Drowned World/Substitute for Love | Madonna, William Orbit, Rod McKuen, Anita Kerr, David Collins | Madonna, Orbit                  | 5:09  |
| 2.  | Swim                              | Madonna, Orbit                                                | Madonna, Orbit                  | 5:00  |
| 3.  | Ray of Light                      | Madonna, Orbit, Clive Maldoon, Dave Curtis, Christine Leach   | Madonna, Orbit                  | 5:21  |
| 4.  | Candy Perfume Girl                | Madonna, Orbit, Susannah Melvoin                              | Madonna, Orbit                  | 4:34  |
| 5.  | Skin                              | Madonna, Patrick Leonard                                      | Madonna, Orbit, Marius de Vries | 6:22  |
| 6.  | Nothing Really Matters            | Madonna, Leonard                                              | Madonna, Orbit, de Vries        | 4:27  |
| 7.  | Sky Fits Heaven                   | Madonna, Leonard                                              | Madonna, Orbit, Leonard         | 4:48  |
| 8.  | Shanti/Ashtangi                   | Madonna, Orbit                                                | Madonna, Orbit                  | 4:29  |
| 9.  | Frozen                            | Madonna, Leonard                                              | Madonna, Orbit, Leonard         | 6:12  |
| 10. | The Power of Good-Bye             | Madonna, Rick Nowels                                          | Madonna, Orbit, Leonard         | 4:10  |
| 11. | To Have and Not to Hold           | Madonna, Nowels                                               | Madonna, Orbit, Leonard         | 5:23  |
| 12. | Little Star                       | Madonna, Nowels                                               | Madonna, de Vries               | 5:18  |
| 13. | Mer Girl                          | Madonna, Orbit                                                | Madonna, Orbit                  | 5:32  |

| 14. | Has to Be | Madonna, Orbit, Leonard | Madonna, Orbit | 5:15 |

Anmärkningar:
- "Drowned World/Substitute for Love" innehåller en sampling av "Why I Follow the Tigers" framförd av San Sebastian Strings.
- "Shanti/Ashtangi" innehåller omarbetad text av Shankaracharya, hämtad från Yoga Taravali. Ytterligare text: Traditionell, Översättning av Vyass Houston och Eddie Stern.
- "Mer Girl" innehåller en interpolation och element från "Space" framförd av Gábor Szabó.

## Medverkande
| - Madonna – sång, kompositör, producent - Craig Armstrong – stråkarrangemang - Mike Bradford – programmering - David Collins – kompositör - Pablo Cook – flöjt - Dave Curtis – kompositör - Mark Endert – ljudtekniker - Fergus Gerrand – trummor, slagverk - Kerosene Halo – design - Nikki Harris – bakgrundssång - Vyass Houston – översättning - Jon Ingoldsby – ljudtekniker - Ted Jensen – mastering - Suzie Katayama – dirigent - Anita Kerr – kompositör - Christine Leach – kompositör | - Patrick Leonard – arrangör, kompositör, producent - Donna De Lory – bakgrundssång - Curtiss Maldoon – kompositör - Patrick McCarthy – ljudtekniker - Rod McKuen – kompositör - Susannah Melvoin – kompositör - Marc Moreau – gitarr - Rick Nowels – kompositör - William Orbit – kompositör, producent, ljudeffekter - Kevin Reagan – art director, design - Dave Reitzas – ljudtekniker - Steve Sidelnyk – trumprogrammering - Matt Silva – ljudtekniker - Eddie Stern – översättning - Mario Testino – fotografi - Marius de Vries – keyboard, producent, programmering |

Medverkande är hämtade ur albumhäftet till Ray of Light.

## Listplaceringar och certifikat
| Lista (1998)            | Högsta position |
| ----------------------- | --------------- |
| Australien              | 1               |
| Belgien (Flandern)      | 1               |
| Belgien (Vallonien)     | 2               |
| Danmark                 | 2               |
| European Top 100 Albums | 1               |
| Finland                 | 1               |
| Frankrike               | 2               |
| Irland                  | 2               |
| Italien                 | 1               |
| Japan                   | 7               |
| Kanada                  | 1               |
| Malaysia                | 4               |
| Nederländerna           | 1               |
| Norge                   | 1               |
| Nya Zeeland             | 1               |
| Portugal                | 6               |
| Schweiz                 | 1               |
| Spanien                 | 1               |
| Storbritannien          | 1               |
| Sverige                 | 2               |
| Tyskland                | 1               |
| Ungern                  | 1               |
| USA (Billboard 200)     | 2               |
| Österrike               | 2               |

| Land           | Certifikat |
| -------------- | ---------- |
| Argentina      | Platina    |
| Australien     | 3× Platina |
| Brasilien      | Platina    |
| Danmark        | 5× Platina |
| Europa         | 7× Platina |
| Finland        | Platina    |
| Frankrike      | 3× Platina |
| Hongkong       | Platina    |
| Kanada         | 7× Platina |
| Mexiko         | Platina    |
| Nederländerna  | 3× Platina |
| Norge          | 2× Platina |
| Nya Zeeland    | Platina    |
| Polen          | 2× Platina |
| Schweiz        | 3× Platina |
| Spanien        | 3× Platina |
| Storbritannien | 6× Platina |
| Sverige        | 3× Platina |
| Tyskland       | 3× Platina |
| USA            | 4× Platina |
| Österrike      | 2× Platina |

### Årslistor
| Lista (1998)        | Position |
| ------------------- | -------- |
| Australien          | 10       |
| Belgien (Flandern)  | 5        |
| Belgien (Vallonien) | 11       |
| Frankrike           | 10       |
| Kanada              | 10       |
| Nederländerna       | 4        |
| Schweiz             | 4        |
| USA (Billboard 200) | 18       |
| Österrike           | 7        |

| Lista (1999)        | Position |
| ------------------- | -------- |
| Australien          | 61       |
| Belgien (Flandern)  | 55       |
| Belgien (Vallonien) | 72       |
| Frankrike           | 58       |
| Nederländerna       | 19       |
| USA (Billboard 200) | 98       |
| Österrike           | 21       |

### Decennielistor
| Lista (1990–1999) | Position |
| ----------------- | -------- |
| Österrike         | 30       |

## Utgivningshistorik
| Region         | Datum            | Format                     | Utgåva                    |
| -------------- | ---------------- | -------------------------- | ------------------------- |
| Japan          | 22 februari 1998 | CD, LP                     | Standard                  |
| Japan          | 8 september 1998 | CD                         | Dubbelalbum               |
| Storbritannien | 2 mars 1998      | CD, LP, kassett, minialbum | Standard, limited edition |
| Tyskland       | 2 mars 1998      | CD, LP, kassett, minialbum | Standard, limited edition |
| USA            | 3 mars 1998      | CD                         | Standard, limited edition |